# مسجد پیغمبر
مسجد پیغمبر، «کنیسهٔ حجی سابق» در همدان، در ابتدای بازار فلسطین، راسته پیغمبر واقع شده (مزار پیغمبر (همدان)) و در داخل مسجد در سمت محراب در اتاقی کوچک و سه گوش قرار دارد. مرقد متعلق به حجی (یا حگی) (برجیس در منابع اسلامی) پیغمبر و چند تن از بزرگان و عرفای بزرگ یهود است که در اطراف مرقد حَجَی قرار دارند. بر روی مزار پیغمبر ضریحی چوبی مشبک به رنگ سبز قرار دارد. سنگ مزار پیغمبر در زیر ضریح چوبی پوشیده از کاشی‌های فیروزه رنگ و آبی است. حجی پیغمبر (برجیس یا حگی) یکی از ابنیای بنی‌اسرائیل در زمان داریوش بزرگ، هخامنشی است که صحیفهٔ وی در جزو کتاب مقدس عهد عتیق به چاپ رسیده‌است.
این اثر در تاریخ ۲۵ اسفند ۱۳۷۹ با شمارهٔ ثبت ۳۲۴۷ به‌عنوان یکی از آثار ملی ایران به ثبت رسیده است.